# Histoire du Tamil Nadu

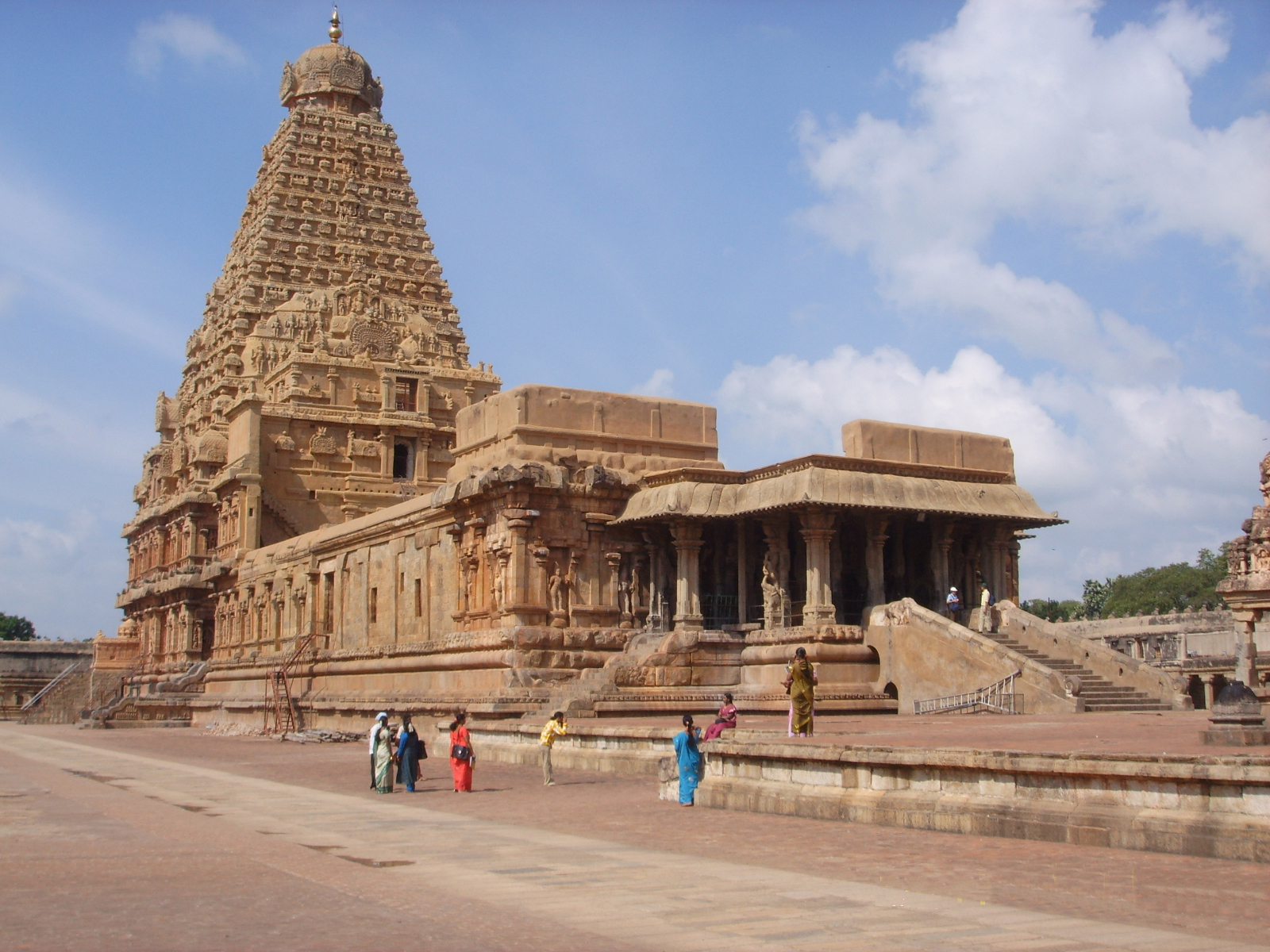
Temple hindouiste Rajarajesvara de Tanjore, début XIe siècle. Empire Chola

Le territoire du Tamil Nadu en Inde est occupé par l'homme depuis les périodes préhistoriques les plus reculées, et l'histoire du Tamil Nadu et de son peuple, le peuple Tamoul, est l'une des plus anciennes au monde. Durant toute son histoire, des débuts de l'ère paléolithique à nos époques modernes, cette région a abrité des cultures différentes aux origines diverses. Excepté pour quelques périodes relativement courtes, elle est toujours restée indépendante.
Les trois dynasties tamoules, Chera, Chola et Pandya, sont des dynasties de la période antique. Ensemble, elles ont régné sur cette terre avec une culture et une langue uniques, contribuant au développement d'une des littératures les plus anciennes du monde. Elles ont entretenu des relations avec l'Empire romain grâce au commerce maritime. Elles se livrèrent à des luttes permanentes pour l'hégémonie.
La civilisation harappéenne a prospéré à l’âge de bronze, entre les 4e et 2e millénaires avant notre ère, et est considérée par les spécialistes comme l’une des premières civilisations urbaines de l’histoire.
Au IIIe siècle, l'invasion du Tamil Nadu par une autre dynastie du sud de l'Inde, les Kalabhras, provoque le déplacement des trois dynasties régnantes. Ces occupants sont ensuite renversés par les dynasties Pandyas et Pallavas alors réémergentes, qui restaurent les royaumes traditionnels. La dynastie Chola, qui resurgit du néant en battant les Pallavas et les Pandyas au IXe siècle, étend son empire sur tout le sud de la péninsule. À son apogée, l'empire Chola s'étend du Bengale, au nord-est, à Ceylan au sud. Sa marine militaire tient tête au royaume de Sriwijaya du Sud-Est asiatique. 
Les rapides changements de la situation politique du reste de l'Inde, dus aux invasions par le nord-ouest des armées musulmanes, marquent un tournant dans l'histoire du Tamil Nadu. Avec le déclin progressif des trois dynasties traditionnelles durant les XIIIe siècle et XIVe siècle, le territoire tamoul passe sous domination du royaume hindou de Vijayanâgara. Au XVIe siècle, notamment après la bataille de Talikota, les différents gouverneurs des provinces de Vijayanâgara, appelés les nayaks ou nayakas, se rendent indépendants, donnant ainsi naissance à la période nayaka. L'actuel Tamil Nadu est partagé entre la domination des royaumes de Maduré (Madurai), de Tanjaor (Thanjavur) et de Gingi (Gingee), qui forment les trois grands royaumes nayaks du sud. Les périodes vijayanâgara et nayaka forment relativement une période de prospérité économique et culturelle dans l'histoire du Tamil Nadu, et ont eues un impact majeur sur les cultures de l'Inde du Sud et des populations tamoulophones indiennes. 